# 呉竹 (駆逐艦)
| 呉竹     |                                                       |
| 艦歴     |                                                       |
| 発注     | 1918年度計画                                          |
| 起工     | 1922年3月15日                                         |
| 進水     | 1922年10月21日                                        |
| 就役     | 1922年12月21日                                        |
| その後   | 1944年12月30日戦没                                    |
| 除籍     | 1945年2月10日                                         |
| 性能諸元 |                                                       |
| 排水量   | 基準：820トン                                         |
| 全長     | 83.8m                                                 |
| 全幅     | 8.08m                                                 |
| 吃水     |                                                       |
| 機関     | オールギアードタービン2基2軸 21,500shp                |
| 最大速力 | 35.5ノット                                            |
| 航続距離 |                                                       |
| 乗員     |                                                       |
| 兵装     | 12.0cm単装砲3基 6.5mm単装機銃2基 53cm連装発射管2基4門 |

呉竹（くれたけ）は、日本海軍の駆逐艦。若竹型駆逐艦の2番艦である。

## 艦歴
株式会社川崎造船所で建造。1922年（大正11年）10月、進水。進水時の名称は「第四駆逐艦」であった。12月21日、竣工。
1924年（大正13年）4月1日、「第四号駆逐艦」に艦名変更。1928年（昭和3年）8月1日、「呉竹」に艦名変更。
1932年（昭和7年）12月5日、暴風雨により沈没した早蕨乗組員の救助活動を行う。
1941年（昭和16年）の太平洋戦争開戦時は呉鎮守府所属。大戦中はシンガポール方面の船団護衛に従事する。
1943年11月13日、船団護衛中にアメリカ潜水艦「トリガー」に対して爆雷攻撃を行い、被害を与えた。
1944年（昭和19年）12月30日、バシー海峡にてアメリカの潜水艦「レザーバック」の雷撃により沈没。

## 歴代艦長

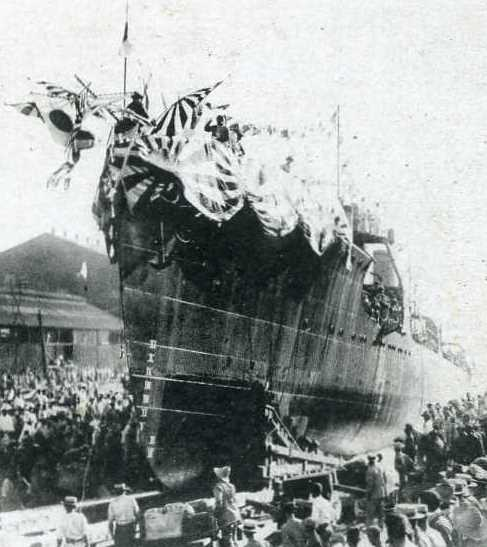
進水する呉竹

※『艦長たちの軍艦史』377-378頁による。階級は就任時のもの。

### 艤装員長
- 佐野哲 少佐：1922年11月1日[3] - 12月21日[4]

### 駆逐艦長
- 佐野哲 少佐：1922年12月21日[4] - 1923年8月13日[5]
- 戸須賀千之 少佐：1923年8月13日 - 1924年12月1日
- 森口重市 少佐：1924年12月1日 - 1925年12月1日
- 福田良三 少佐：1925年12月1日 - 1926年12月1日
- （兼）野末信次郎 少佐：1926年12月1日[6] - 1927年3月15日[7]
- 藤田俊造 大尉：1927年3月15日[7] - 1929年11月30日[8]
- 古村啓蔵 少佐：1929年11月30日 - 1930年11月15日
- （兼）倉永恒記 大尉：1930年11月15日 - 1931年4月1日[9]
- 市坪正雄 大尉：1931年4月1日 - 1931年10月12日[10]
- 北村昌幸 少佐：1931年10月12日 - 1934年11月15日[11]
- 馬場曻 大尉：1934年11月15日[11] - 1935年10月31日[12]
- 勝見基 少佐：1935年10月31日 - 1936年12月1日
- 小滝久雄 少佐：1936年12月1日 - 1937年12月15日[13]
- （兼）吉井五郎 少佐：1937年12月15日[13] - 1938年1月2日[14]
- 井手元男 少佐：1938年1月2日 - 1938年6月1日[15]
- 橋本金松 大尉：1938年6月1日 - 1939年7月20日[16]
- 藤田淳 大尉：1940年10月15日 - 1941年9月10日[17]
- 鹿嶋正徳 少佐：1941年9月10日[17] -
- 古谷卓夫 少佐：1942年10月20日 -
- 田中弘国 大尉：1943年1月13日 -
- 吉田宗雄 少佐（海兵62期）：1944年3月10日 - 1944年12月30日戦死

## 脚注

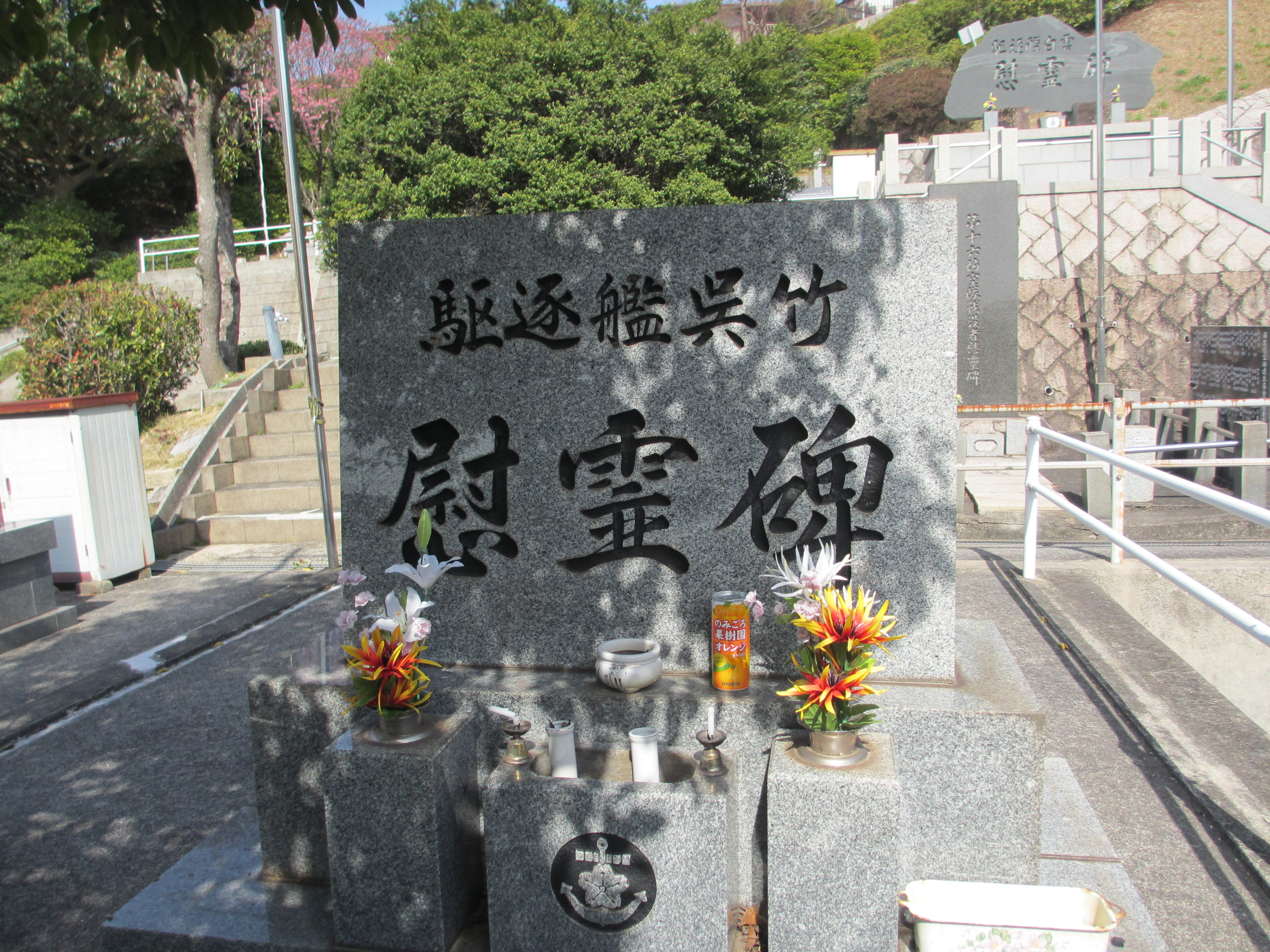
駆逐艦呉竹慰霊碑